# 타르페이아를 위한 개선행진곡 (베토벤)
《타르페이아를 위한 개선행진곡(독일어: Triumphal March For Tarpeja) 다장조, WoO 2a》는 1813년에 루트비히 반 베토벤에 의해 쓰인 부수 음악이다.           

## 개요
"타르페이아"에 관한 이야기는 19세기 초반에 작가들의 관심을 끌고 있었고, 그 결과 1813년 3월 26일에 빈에서 크리스토프 쿠프너의 비극 "타르페이아"가 공연되었다. 당대의 유명하고 다작 시인이자 그리스와 라틴 문화의 추종자였던 오스트리아 작가는 수년 동안 베토벤과 우호적인 관계를 유지했다. 그리고 1826년에 두 예술가는 다시 두 개의 오라토리오를 함께 쓰기로 계획했다. 음악회는 모차르트의 처남인 요제프 랑게의 사무실에서 조직될 예정이었지만, 4막의 비극은 단 1회의 공연만 받아들여지고 레퍼토리에서 사라졌다.
베토벤이 크리스토프 쿠프너의 비극 "타르페이아"를 위해 작곡한 이 웅장한 개선행진곡은 플루트 2개, 오보에 2개, 클라리넷 2개, 바순 2개, 호른 2개, 트럼펫 2개, 그리고 팀파니와 현악기로 작곡되었다. 연주 소요시간은 3분 정도이다. 윌리 헤스는 이 행진곡이 비극의 2막 8번째 장면의 시작이나 비극의 마지막에 행해지도록 의도되었다는 것을 발견했다.

## 오케스트레이션
플루트 2개, 오보에 2개, 클라리넷 2개 (C), 바순 2개, 호른 2개 (C) , 트럼펫 2개 (C), 팀파니 (F, C, A), 현악기.